# Regiunea Hardap
Hardap este o regiune a Namibiei a cărei capitală este Mariental. Are o populație de 63.719 locuitori și o suprafață de 109.888 km2.

## Subdiviziuni
Această regiune este divizată în 6 districte electorale:
- Gibeon
- Rehoboth Rural
- Rehoboth West Urban
- Rehoboth East Urban
- Mariental Urban
- Mariental Rural